# 小松海岸
小松海岸（こまつかいがん）は、徳島県徳島市川内町にある紀伊水道に面した海岸である。夏の海水浴シーズンには小松海水浴場が開かれる。

## 概要
吉野川河口北岸からその支流である今切川河口まで広がっている海岸で、吉野川河口南岸には沖洲海岸となっている。
徳島市中心部から最も近い位置にあるビーチの為、若者を中心としてサーフスポットやデートスポットになっている。夏には徳島市内では唯一の海水浴場が開かれる。

## 交通アクセス
- 徳島自動車道・徳島インターチェンジより車で約10分。
- 高松自動車道・神戸淡路鳴門自動車道・鳴門インターチェンジより車で約40分。
- 徳島阿波おどり空港より車で約40分。

例年7月中旬～8月15日の海水浴シーズンには徳島バス、JR徳島駅⇔小松海水浴場行きの臨時シャトルバスが一日4往復運行される。